# Kalimantania lawak
Kalimantania lawak är en fiskart som först beskrevs av Bleeker, 1855.  Kalimantania lawak ingår i släktet Kalimantania och familjen karpfiskar. Inga underarter finns listade i Catalogue of Life.